# پاتریسیا کرنوینکل
 پاتریسیا دایان کرنوینکل (به انگلیسی: Patricia Dianne Krenwinkel) یک قاتل آمریکایی و عضو سابق " خانواده " چارلز منسن است. در طول زمان حضور با گروه مانسون، او با نام‌های مستعار مختلفی چون پتی بزرگه، یلو، مارنی ریوز، ماری ان اسکات و کیتی شناخته می‌شد.
پس از کشته شدن عضو باند منسون، سوزان اتکینز، در سال ۲۰۰۹، کرنوینکل اکنون طولانی‌ترین زندانی زن، در سیستم مجازات کالیفرنیا است.

## اوایل زندگی
پاتریسیا کرنوینکل در لس آنجلس، کالیفرنیا متولد شد، مادرش خانه‌دار و پدرش فروشنده بیمه بود. پاتریسیا غالباً در مدرسه توسط دانش آموزان دیگر به دلیل اضافه وزن و رشد بیش از حد موهای بدن ناشی از یک وضعیت غدد درون ریز مورد آزار و اذیت قرار می‌گرفت و از عزت نفس پایین رنج می‌برد.
پس از طلاق والدینش، کرنوینکل هفده ساله به همراه پدرش در لس آنجلس ماند تا اینکه از دبیرستان وستچستر فارغ‌التحصیل شد. مدتی به آموختن کتکیزم (دستورالعمل مذهبی کاتولیک رومی) پرداخت و راهبه را در نظر گرفته بود. او تصمیم گرفت در کالج وابسته به انجمن عیسی، کالج اسپرینگ هیل در موبیل ، آلاباما شرکت کند. با این حال، بعد از یک ترم، پاتریسیا کنار رفت و به کالیفرنیا بازگشت. با رفتن به آپارتمان خواهر ناتنی اش در منهتن بیچ، یک کار دفتری به عنوان منشی پردازش پیدا کرد.

## سالهای آغازین «خانواده»
وی در سال ۱۹۶۷ چارلز مانسون را در منهتن بیچ به همراه لینت فروم و مری برونر ملاقات کرد. در مصاحبه‌های بعدی، کرنوینکل اظهار داشت که شب اول ملاقات با مانسون خوابیده‌است و او اولین کسی بود که به او گفت که او زیباست. او تحت تأثیر کاریزمای مانسون قرار گرفت و تصمیم گرفت با او و دو دختر دیگر به سانفرانسیسکو برود و آپارتمان، ماشین و آخرین چک را پشت سر بگذارد.
با بزرگ شدن خانواده مانسون، کرنوینکل که اکنون کیتی شناخته می‌شد، با دیگران به یک سفر ۱۸ ماهه شامل مواد مخدر و جنسی در غرب آمریکا در یک اتوبوس مدرسه قدیمی رفتند. او بعداً یک نسخه ایده‌آل از روزهای اولیه خانواده را بازگو می‌کند: "ما دقیقاً مانند نیمف‌ها و موجودات چوبی بودیم. ما با گلهایی که در موهایمان بود از جنگل می‌دویدیم و چارلز یک فلوت کوچک داشت ".
پس از حرکات هیپی در سال ۱۹۶۹، کرنوینکل و خانواده تصمیم به زندگی در انزوا و جدا از بقیه جامعه گرفتند. آنها جورج اسپن نابینا و سالخورده را ترغیب کردند که به آنها اجازه دهد که در املاک او زندگی کنند و در تپه‌های بالاتر از دره سان فرناندو ساکن شدند. کرنوینکل به عنوان یک شخصیت مادر در کنار چندین فرزند خانواده عمل کرد و به عنوان یکی از فداکارترین پیروان منسون دیده می‌شد.

## محاکمه
پاول فیتزجرالد، دادستان دادگاه کرنوینکل، اظهار داشت که اگرچه اثر انگشت وی در داخل خانه تیتس یافت شده‌است، اما او فقط می‌تواند "میهمان یا دوست دعوت شده" بوده باشد. به گفته کرنوینکل که از احتمال داشتن حکم اعدام غافلگیر شده بود، بخش اعظم دادگاه را برای ترکیب ابلهان شیاطین و دیگر چهره‌های شیطان خرج کرده بود. در طول محاکمه، او به منسون و خانواده وفادار ماند. نشان این وفاداری با روش‌هایی شامل راه رفتن دست در دست با اتکینز و ون هاوتن و خواندن ترانه‌هایی که توسط مانسون نوشته شده بود، همچنین تراشیدن سر آنها و حک کردن "X" در پیشانی‌های خود، دقیقاً همان‌طور که مانسون انجام می‌داد، بود.
در پایان محاکمه نه‌ماهه، در ۲۹ مارس ۱۹۷۱ کرنوینکل به اعدام محکوم شد. او و دو زن دیگر از لس آنجلس به مؤسسه زنان کالیفرنیا (CIW) در نزدیکی کورونا ، کالیفرنیا منتقل شدند.

## روزهای زندان
کرنوینکل در ۲۸ آوریل ۱۹۷۱ توسط دادگاه کالیفرنیا، به اعدام محکوم شد. وی به جرم هفت مورد قتل درجه اول در ۹ اوت ۱۹۶۹، از جمله قتل ابیگیل آن فولگر، ووشیچ فروکفسکی، استیون ارل پرنت، شارون تیت پولانسکی و جی سبرینگ و همچین در ۱۰ اوت ۱۹۶۹ قتل رزماری لا بیانکا مورد محاکمه قرار گرفت.
وی همچنین به جرم توطئه برای ارتکاب قتل محکوم شد. پس از تحریم کلیه احکام اعدام در سال ۱۹۷۲، حکم اعدام تحمیل شده بر کرنوینکل (و همچنین منسون، واتسن، اتکینز و ون هوتن) به حبس ابد تغییر یافت. در آغاز زندگی در زندان، کرنوینکل همچنان وفادار به منسون و خانواده بود، اما با گذشت زمان شروع به جدا شدن از آنها کرد. او در برنامه‌های زندان مانند الکلی‌های گمنام و معتادان گمنام فعال است و به زندانیان بی سواد نیز آموزش داده‌است که چگونه مطالعه کنند. طبق گزارش‌ها، کرنوینکل شعر و موسیقی می‌نویسد، گیتار می‌نوازد، در تیم والیبال زندان بازی می‌کند و درس رقص می‌دهد.
جلسه رسیدگی به پرونده کرنوینکل در ۱۷ ژوئیه ۱۹۷۸ برگزار شد. در طی جلسه دادرسی عفو مشروط ، وقتی از وی سؤال شد که چه کسی در صدر لیست افرادی که او به آنها آسیب رسانده‌است؟ پاتریسیا کرنوینکل پاسخ داد: «خودم».
در مصاحبه ای که دایان سایر در سال ۱۹۹۴ انجام داد، کرنوینکل اظهار داشت: من هر روز از خواب بیدار می‌شوم که می‌دانم من یک نابودگر با ارزش‌ترین چیز هستم که آن زندگی است؛ و من این کار را می‌کنم زیرا این چیزی است که من شایسته هستم، بیدار شدن است. هر روز صبح و دانستن آن. "
در همان مصاحبه، او نسبت به کاری که با ابیگیل فولگر انجام داد ابراز پشیمانی کرد و به دایان سایر گفت: "او فقط یک زن جوان بود که من کشتم که پدر و مادر داشت. او قرار بود زندگی کند و والدینش هرگز قرار نبود او را مرده ببینند. " در همان مصاحبه، او گفت که در مورد عدم دستور قتل‌ها، منسون "مطلقاً دروغ می‌گوید". وی گفت: "هیچ کاری بدون اجازه او انجام نشده‌است"
در جلسه رسیدگی به ژانویه ۲۰۱۱، هیئت مدیره عفو مشروط ۲ نفره گفت که کریوینکل ۶۳ ساله تا هفت سال دیگر مجاز به دادگاه عفو مشروط نخواهد بود. این هیئت گفت که ۸۰ نامه که از سراسر جهان، خواستار ادامه حبس کرنوینکل شدند.
در جلسه محرومیت کرنوینکل در ۲۹ دسامبر سال ۲۰۱۶، تصمیم به تحقیق درمورد ادعای دفاعی کرنوینکل مبنی بر ضرب و شتم زنان به دست منسون گرفته شد. خواهر شارون تیت، دبرا تیت گفت چگونه کرنوینکل «بدی عمل خود را کاملاً به حداقل رسانده و در پاسخ به همه سؤالات، سایر افراد سرزنش می‌کند»، وی در ادامه در مورد اینکه چطور کرنوینکل قربانی نبود، صحبت می‌کند، زیرا خودش تصمیم گرفت که در قتل‌ها شرکت کند و در کنار خانواده منسون بماند؛ بنابراین او باید نسبت به اقدامات خود پاسخگو باشد. جلسه دادرسی عفو مشروط در ۲۲ ژوئن ۲۰۱۷ از سر گرفته شد که با محرومیت کرنوینکل ۶۹ ساله از عفو مشروط موافقت شد. بررسی مجدد عفو مشروط کرنوینکل در سال ۲۰۱۷، چهارده بار به تعویق افتاد.
از مارس ۲۰۲۰، کرنوینکل در مؤسسه کالیفرنیا برای زنان در ولسوالی چینو، کورونا زندانی باقی می‌ماند دادگاه بعدی عفو مشروط او احتمالاً در سال ۲۰۲۲ نیز برگزار شود.

## حضور در فیلم
کریستینا هارت در فیلم هرج و مرج (۱۹۷۶)، نقش پاتریسیا کرنوینکل را به تصویر کشیده‌است و همچنین ۲۸ سال بعد در بازسازی این فیلم در سال ۲۰۰۴، آلیسون اسمیت نقش کرنوینکل را ایفا کرد
شخصیت او همچنین در فیلم "خانواده منسون" (۲۰۰۳) توسط لزلی اور، در فیلم لسلی، "نام من شیطان است" (۲۰۰۹) توسط گانیهدیو هورن، در دختران منسون (۲۰۱۳) توسط ونسا زیما و در خانه مننسون (۲۰۱۴) توسط سرنا لورین به تصویر کشیده شده‌است.
الیویا کلاوس، یک فیلم کوتاه مستند در زمینه کرنوینکل با نام زندگی بعد از منسون ساخته‌است. این فیلم در جشنواره فیلم ترابیکا ۲۰۱۴ نمایش داده شد و شامل اولین مصاحبه او در طول این ۲۰ سال بود. در تلویزیون، مدیسن بیتی نقش کرنوینکل را در سریال آکواریوس ۲۰۱۵–۲۰۱۶ ایفا کرد، در حالی که لسلی گروسمان، نقش او را در سال ۲۰۱۷ داستان ترسناک آمریکایی: فرقه به تصویر می‌کشد.
کرنوینکل توسط سوزی بیکن در فیلم گفته‌های چارلی (۲۰۱۸) به کارگردانی ماری هرون به تصویر کشیده شد و بار دیگر مدیسن بیتی (با نام "کیتی") در فیلم کوئنتین تارانتینو، روزی روزگاری در هالیوود (۲۰۱۹) ایفای نقش کرد.